# Vektor (gruppo musicale)
I Vektor sono un gruppo musicale statunitense formatosi a Tempe, Arizona, nel 2002.

## Storia del gruppo

### Gli esordi
Formati nel dicembre del 2002 per volontà del cantante e chitarrista David DiSanto, i Vektor diventano ben presto popolari nella scena metal underground di Phoenix (Arizona) grazie ad un rinnovato interesse per un certo technical thrash misto a dello speed metal molto in voga negli anni ’80. Per la registrazione del primo demo però, il frontman si avvarrà dell'aiuto del solo Willy Redshaw alla batteria. Nella seconda parte del 2004, a loro si aggiungerà il chitarrista Erik Nelson e, con l'inizio del nuovo anno, tale Pablo al basso. Successivamente, invece, si creerà un'inedita sezione ritmica con l'ingresso in formazione del bassista Mike Tozzi e del batterista Adam Anderson. Il primo verrà rimpiazzato subito dopo la registrazione del fondamentale secondo demo intitolato Demolition, distribuito capillarmente nel 2006 e che, getterà le basi per il futuro della band. Difatti, diverse tracce di questo, verranno riprese e reinterpretate negli album successivi. Nello stesso anno, la band inizierà a diffondere il proprio verbo attraverso spettacoli di supporto ai diversi act del genere con Frank Chin al quattro corde e Kian Ahmad dietro le pelli, con cui realizzeranno Hunger for Violence (demo composto da due tracce, di cui una avente lo stesso titolo del demo). Quest'ultimo verrà però, ben presto, rimpiazzato da Blake Anderson e, con questa formazione la band, nel 2009 entrerà in studio per registrare il proprio debutto discografico: Black Future, diffuso nel corso dello stesso anno.

### La fama

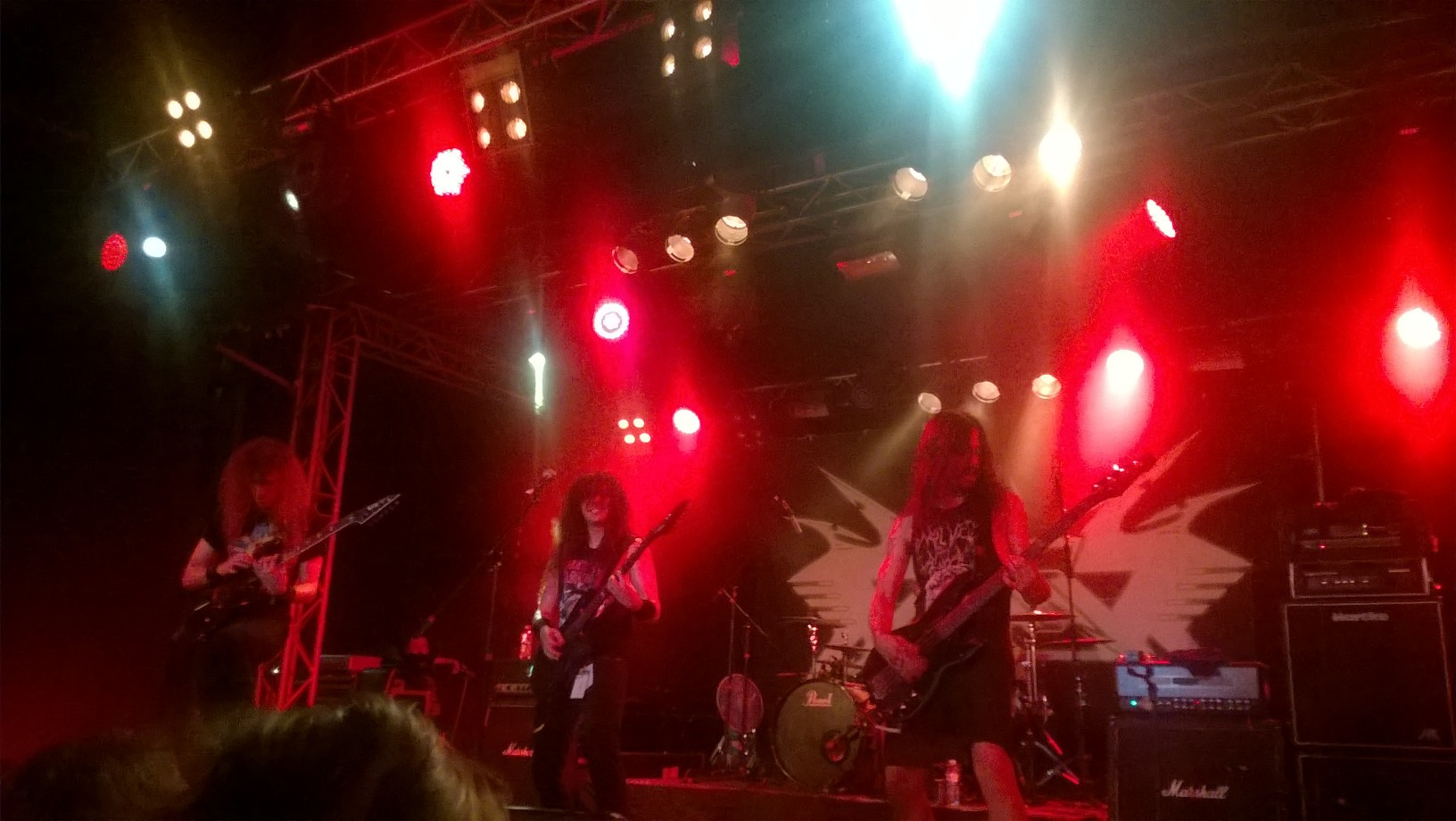
I Vektor a Mosca nel 2016

Dopo quattro anni di spettacoli a livello locale e regionale come gruppo di supporto per i vari Testament, Hirax, Iced Earth e Municipal Waste, intraprendono una tournée negli Stati Uniti insieme agli Exmortus. Nel corso del 2011 vengono pubblicati dei brani che andranno a comporre il nuovo full-length. E, a novembre dello stesso, due anni esatti dopo il precedente, viene pubblicato il secondo disco dal titolo Outer Isolation, sempre per la stessa etichetta discografica: la Heavy Artillery Records. La band parte per un nuovo tour e, all'inizio dell'anno successivo annuncia che si prenderà una pausa per iniziare i lavori per il prossimo album. Intanto, nel corso del 2012, firmano per la prestigiosa Earache Records l'acquisizione da parte dell'etichetta dell'intero catalogo discografico della band. Quindi, vengono ripubblicati entrambi i dischi: a dicembre l'ultimo con un artwork differente e, nel marzo del 2013 il primo. Ma, nel frattempo, il leader ha tempo per essere arrestato e, poi, rilasciato dalle forze dell'ordine per aver gettato della birra in faccia ad un contestatore cristiano. Ad inizio 2014, annunciano un'altra volta di essere al lavoro sul nuovo album, dicendo che verrà registrato non appena il batterista Blake Anderson tornerà dal tour con i Warbringer. Il 1º settembre dello stesso anno viene pubblicato il video di un nuovo pezzo dal titolo Ultimate Artificer, registrato durante una performance dal vivo del 30 agosto nel Michighan. Per la seconda volta, dopo la calata in Francia all'Hellfest dell'anno precedente, i Vektor tornano in Europa. Questa volta, per una esclusiva data italiana: suoneranno nel Rock Hard Festival, organizzato dalla nota rivista, presso il locale Live Club di Trezzo sull'Adda il 13 dicembre del 2014. Torneranno in Italia un anno dopo per altre tre date.

### Tempi recenti

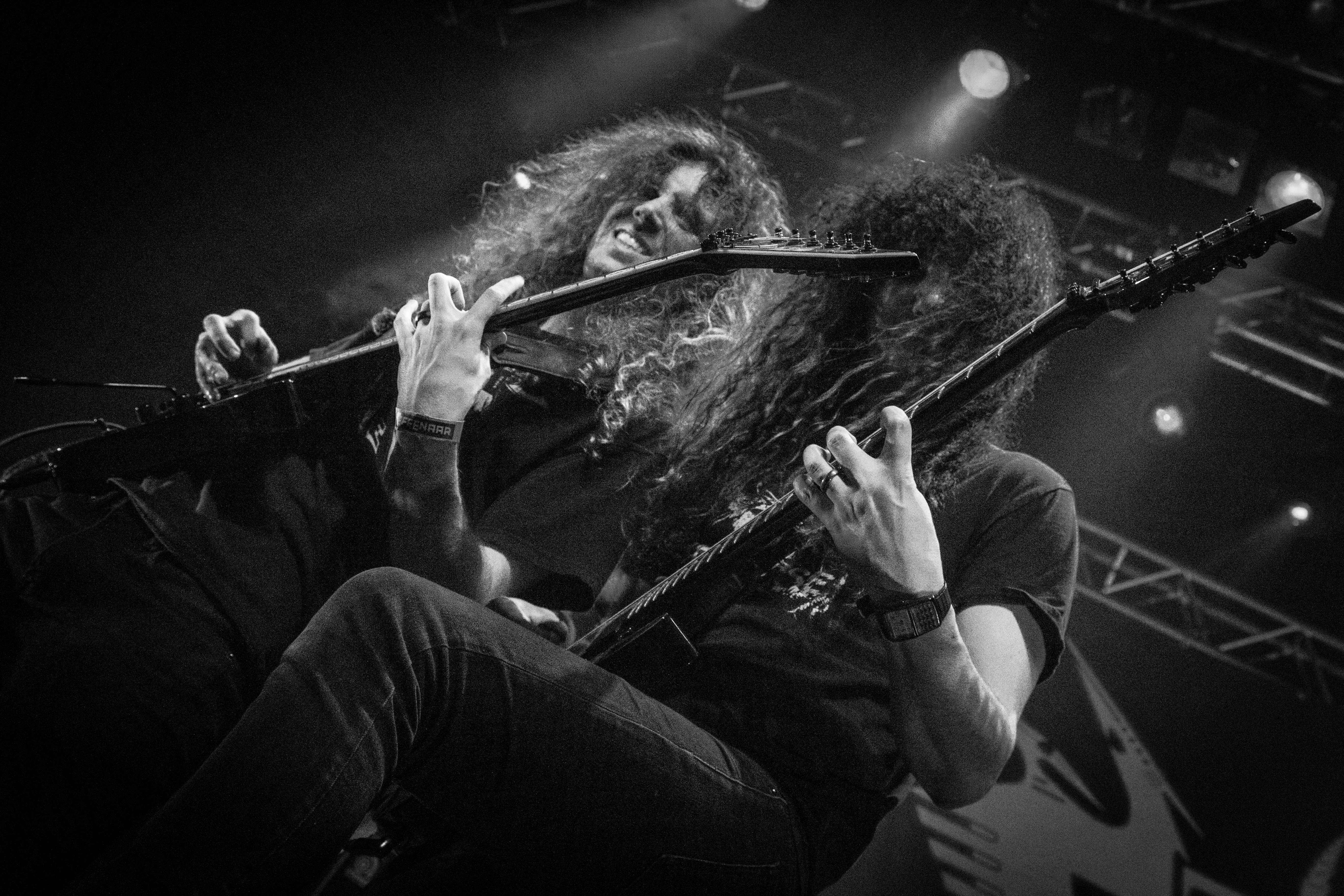
Erik Nelson e David DiSanto all'Eindhoven Metal Meeting 2015

Il 16 novembre del 2015 viene annunciato il titolo del nuovo album: Terminal Redux, la cui pubblicazione era stata fissata per i premi mesi dell'anno successivo. Viene nuovamente diffusa un'anteprima e, la traccia è sempre Ultimate Artificer ma, questa volta proviene direttamente dalla registrazione in studio. Durante il febbraio seguente viene svelata la copertina e la track-list che andrà a comporre il platter, la cui data di uscita prevista è stata posticipata al 6 maggio. Due giorni dopo viene diffuso un trailer realizzato per il lancio dell'album in uscita nei mesi successivi e, viene dichiarato che: “Terminal Redux sarà un concept album che mette insieme fantasia e realtà e che racconta la storia di un astronauta che riconquista i suoi ricordi, dopo essere stato condannato a seguire un programma di isolamento.” Il mese successivo è la volta di un'altra anteprima: questa volta, in streaming, viene diffuso il brano dal titolo Charging the Void. Intanto, viene annunciato che, suoneranno in Italia nell'ultima settimana di agosto. A fine marzo sarà la volta di Pillars Of Sand, prima viene svelata un'anteprima del brano di 30 secondi e, poi il brano nella sua interezza. Il giorno prima dell'uscita dell'album toccherà alla traccia Pteropticon. Nella data del 6 Maggio 2016, arriva il tanto agognato terzo disco: Terminal Redux, diffuso nello stesso giorno via streaming dalla casa discografica della band tramite il proprio canale YouTube. Già dal giorno della sua uscita viene acclamato dal pubblico e dalla critica di settore.
Il giorno 29 dicembre del 2016 viene annunciato che: il chitarrista Erik Nelson, il bassista Frank Chin e il batterista Blake Anderson hanno lasciato la band. Allo stesso tempo, il leader David DiSanto ha dichiarato che i Vektor continueranno ad esistere..
Il 27 maggio - dopo quattro anni di stallo - David DiSanto e Erik Nelson hanno annunciato di aver riformato il gruppo. Sul prossimo album, con loro saranno presenti il bassista Stephen Coon e il batterista Mike Ohlson.

## Stile, influenze e testi
Il sound dei Vektor si rifà ad un certo tipo di thrash metal, sviluppando l'elaboratezza del progressive metal e, aggiungendo la tecnica originaria del technical death metal, con alcuni inserti jazz presenti soprattutto nei lavori più recenti. Sono molto influenzati dalla band canadese Voivod. I testi trattano argomenti come la fantascienza e lo spazio.

## Formazione

### Formazione attuale
- David DiSanto – voce, chitarra (2004-2016, 2020-presente) basso (2004)
- Erik Nelson – chitarra (2004-2016, 2020-presente)
- Mike Olson – batteria (2020-presente)
- Stephen Coon – basso (2020-presente)

### Ex componenti
- Willy Redshaw – batteria (2004-2005)
- Pablo – basso (2005)
- Mike Tozzi – basso (2005-2006)
- Adam Anderson – batteria (2005-2006)
- Kian Ahmad – batteria (2006-2007)
- Frank Chin – basso (2006-2016)
- Blake Anderson – batteria (2007-2016)

Ex turnisti
- Steve Jansson – chitarra (2014)

## Discografia

### Album in studio
- 2009 – Black Future
- 2011 – Outer Isolation
- 2016 – Terminal Redux

### Demo
- 2004 – Nucleus
- 2006 – Demolition
- 2007 – Hunger for Violence